# Refugiehuis Sint-Bernardus

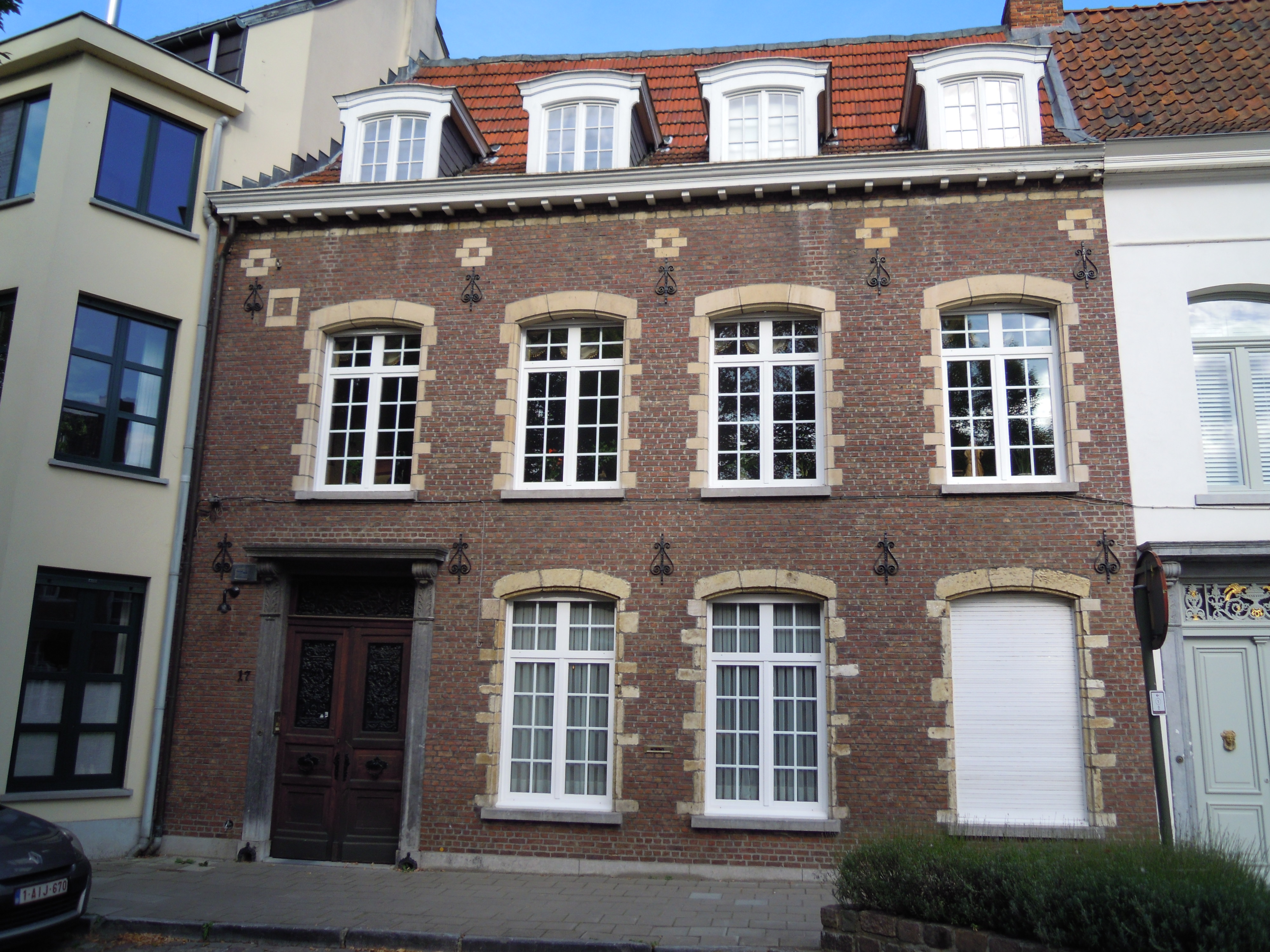
Pand Mosdijk 17

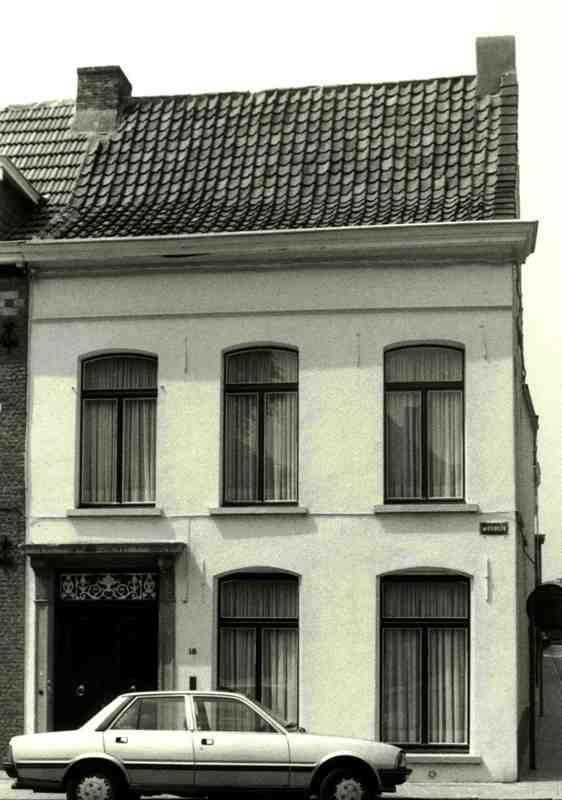
Pand Mosdijk 18

Het Refugiehuis Sint-Bernardus is een voormalig refugiehuis in de Antwerpse stad Lier, gelegen aan Mosdijk 17-18.

## Geschiedenis
Het betrof een refugiehuis van de Sint-Bernardusabdij te Hemiksem. Het was ooit een groter complex, gekend als de Abtsherberg van Sint-Bernards, dat in 1636 voor een groot deel overgedragen werd aan het bisdom Antwerpen en in 1799 door de Franse regering openbaar werd verkocht.

## Gebouwen
Het betreft twee huizen met lijstgevels waarvan nummer 18 bepleisterd is en nummer 17 van pleisterwerk is ontdaan, zodat het oorspronkelijk bouwwerk van baksteen en natuursteen weer zichtbaar is. De kern van de huizen gaat terug tot de 16e eeuw. Achter de gevel van nummer 18 bevindt zich een achthoekig torentje van baksteen en zandsteen, met een 19e-eeuwse spits.